# Menxia Sheng
O Menxia Sheng (門下省), às vezes traduzido como a Chancelaria, foi um dos departamentos da estrutura governamental dos três departamentos e seis ministérios da China imperial. Ele aconselhava o imperador e o Zhongshu Sheng (Secretariado Central), e revisava éditos e comandos. Como o menos importante dos três departamentos, ele existia apenas no nome durante a dinastia Song enquanto suas funções eram delegadas aos outros dois departamentos. Em 1129, a Chancelaria foi fundida com o Secretariado Central.

## Origem
A Chancelaria era originalmente o Tribunal dos Atendentes na dinastia Han (206 a.C. - 9 d.C.), que supervisionava todos os assistentes do palácio. Foi somente durante a era do Cao Wei e da Dinastia Jin (265-420) que a instituição da Chancelaria foi formalizada. A Chancelaria era liderada por um Diretor (menxia shizhong 門下侍中), com assistência de um gentil atendente na porta do palácio (Huangmen shilang 黃門侍郎 ou jishi Huangmen shilang 給事黃門侍郎), mais tarde chamado de Vice-Diretor (menxia shilang 門下侍郎). Eles eram responsáveis por aconselhar o imperador e fornecer consultas antes da emissão de éditos. Durante o período das dinastias do Sul, a Chancelaria tornou-se responsável pelos coches imperiais, medicamentos, provisões e estábulos. Durante a dinastia Sui (581-618), também passou a ser responsável pelos portões da cidade, pelos selos imperiais, pelo guarda-roupa e pela administração do palácio. Essas novas funções externas foram reduzidas na dinastia Tang (618-907) apenas aos portões da cidade, aos insígnias e ao Instituto para o Avanço da Literatura. A dinastia Tang designou vários funcionários de menor escalão para a Chancelaria para fazer registros para o diário imperial.

## História
Durante a dinastia Tang, a Chancelaria, liderada pelo Chanceler Supremo, recebeu diversos nomes, como Terraço Oriental (Dongtai 東臺) ou Terraço Fênix (Luantai 鸞臺). Nos casos em que os Vice-Diretores da Chancelaria ou do Secretariado Central estavam oficiando como Chanceler Supremo, um secretário supervisor (jishizhong) assumia suas funções na Chancelaria. A posição de secretário supervisor teve origem no Departamento de Assuntos do Estado, de onde foram transferidos para a Chancelaria no início do período Tang. Eles eram responsáveis por estudar os rascunhos de memoriais e implementar correções antes de serem apresentados ao imperador.
A Chancelaria começou a declinar em importância durante o período médio da dinastia Tang, à medida que competia em poder político com o Secretariado Central. Eventualmente, o controle sobre o fluxo e conteúdo dos documentos cortesãos passou para o Secretariado Central. Até o século IX, a Chancelaria era responsável apenas pelos selos imperiais, cerimônias da corte e altares imperiais. Alguns de seus funcionários cuidavam das listas de examinandos estatais e dos registros domiciliares dos funcionários estatais, enquanto outros eram designados para reenviar documentos. Muitos dos títulos associados eram puramente honoríficos.
Continuou a existir apenas no nome durante a dinastia Song (960–1279), enquanto suas funções eram desempenhadas pelo Secretariado Central e pelo Departamento de Assuntos do Estado. Por exemplo, o Vice-Diretor Esquerdo do Departamento de Assuntos do Estado era simultaneamente Diretor da Chancelaria. A Chancelaria foi reorganizada em várias seções diferentes: pessoal, receitas, militares, ritos, justiça, obras, escritório do secretário, escritório para memorandos de rotina ministerial e, por fim, o arquivo de proclamações. Em 1129, a Chancelaria foi fundida com o Secretariado Central e tornou-se o Secretariado-Chancelaria (zhongshu menxia 中書門下, abreviado zhongshu 中書) ou Câmara de Administração (zhengshitang).
A Chancelaria também foi utilizada na dinastia Liao e na dinastia Jurchen Jin. Na dinastia Jin, foi abolida em 1156. A dominante mongol dinastia Yuan decidiu não reviver a instituição.